# Souk El Had, Boumerdès
Souk El Had là một đô thị thuộc tỉnh Boumerdès, Algérie. Dân số thời điểm năm 2002 là 4.86 người.